# Адмета
Адмета, Адмете (грец. Ἀδμήτη, лат. Admete, англ. Admeta)  — персонаж давньогрецької міфології. Ім'я означає «нерозривна» або «незаміжня».Океаніда, дочка Океана та Тетії, подруга Персефони. Згадана в епізоді, коли Аїд викрав свою майбутню дружину, під час спільної прогулянки океанід з Персефоною у лузі.
Адмета — за іншими міфами дочка мікенського царя Еврістея та Амінто, сестра Александра, Іфімедонта, Еврібія, Ментора і Перімеда. Геракл здобув для неї пояс Іпполіти. Жриця Гери.
Адмета — астероїд 398 (398 Admete), відкритий в 1894 році.